# 陆林 (1962年)
陆林（1962年11月—），男，安徽芜湖人，享受国务院政府特殊津贴专家，曾任安徽师范大学副校长。

## 生平
1984年毕业于安徽师范大学地理系，1988年获安徽师范大学硕士学位并留校任教。1995年获南京大学博士学位，随后在中国科学院地理科学与资源研究所做博士后研究。1997年晋升教授。曾任安徽师范大学国土资源与旅游学院院长，安徽师范大学科研处处长。2018年4月，任安徽师范大学党委常委、副校长。

## 学术贡献
主要从事地理学研究工作。主持国家自然科学基金重点项目、一般项目、国家社会科学基金项目等课题十余项，发表论文200余篇。研究成果获高等学校科学研究优秀成果三等奖、国家旅游局优秀研究成果一等奖、安徽省社会科学一等奖等奖励十余项。曾获全国优秀教师、全国优秀地理科技工作者、安徽省高校省级教学名师等荣誉称号，入选“新世纪百千万人才工程”国家级人选。

## 社会兼职
中国地理学会旅游地理专业委员会副主任委员，中国管理科学学会旅游管理专业委员会副主任委员，教育部旅游管理专业教学指导委员会委员。